# Duarte Nunes de Leão
Duarte Nunes de Leão (Évora, c. 1530 – Lisboa, 1608), também conhecido como Duarte Nunez do Lião e Duarte Nunez do Liam, foi um jurista, gramático e historiador português.

## Obras
- 1560 - Repertorio dos cinquo liuros das Ordenações: com addições das lejs extrauagantes
- 1566 - Artigos das sisas
- 1569 - Leis extrauagantes
- 1569 - Annotacões sobre as Ordenacões dos cinquo liuros que pelas leis extrauagantes são reuogadas ou interpretadas
- 1576 - Orthographia da lingoa portuguesa
- 1590 - Genealogia verdadera de los reyes de Portugal: con sus elogios y summario desus vidas
- 1600 - Primeira parte das Chronicas dos reis de Portvgal
- 1606 - Origem da lingoa portvgvesa

Obras editadas postumamente:
- 1610 - Descripção do Reino de Portugal
- 1643 [1] - Cronicas del rey Dom Joaõ de gloriosa memoria, o I deste nome, e dos reys D. Duarte e D. Affonso